# Rolls-Royce RB211
Rolls-Royce RB211 est une famille de réacteurs d'avion conçue par Rolls-Royce. Ce moteur est développé à la fin des années 1960 pour le Lockheed L-1011 TriStar et présente, pour l'époque, des caractéristiques très innovantes. Cependant son développement se heurte à des difficultés considérables et d'énormes dépassements de budget, au point de conduire Rolls-Royce à la faillite. L'entreprise est nationalisée et le développement du moteur peut continuer.
Après un début commercial difficile, l'avion de Lockheed n'ayant pas le succès espéré, le RB211 est proposé sur des Boeing 747, puis 757 et 767) et connait alors le succès. Ainsi, après avoir mis en faillite Rolls-Royce, le programme RB211 en a finalement fait un champion mondial de l'aéronautique civile. La gamme Rolls-Royce Trent en est l'héritière directe. Le RB211 a aussi donné naissance à des dérivés pour les applications stationnaires et navales.

## Historique

### Premiers projets

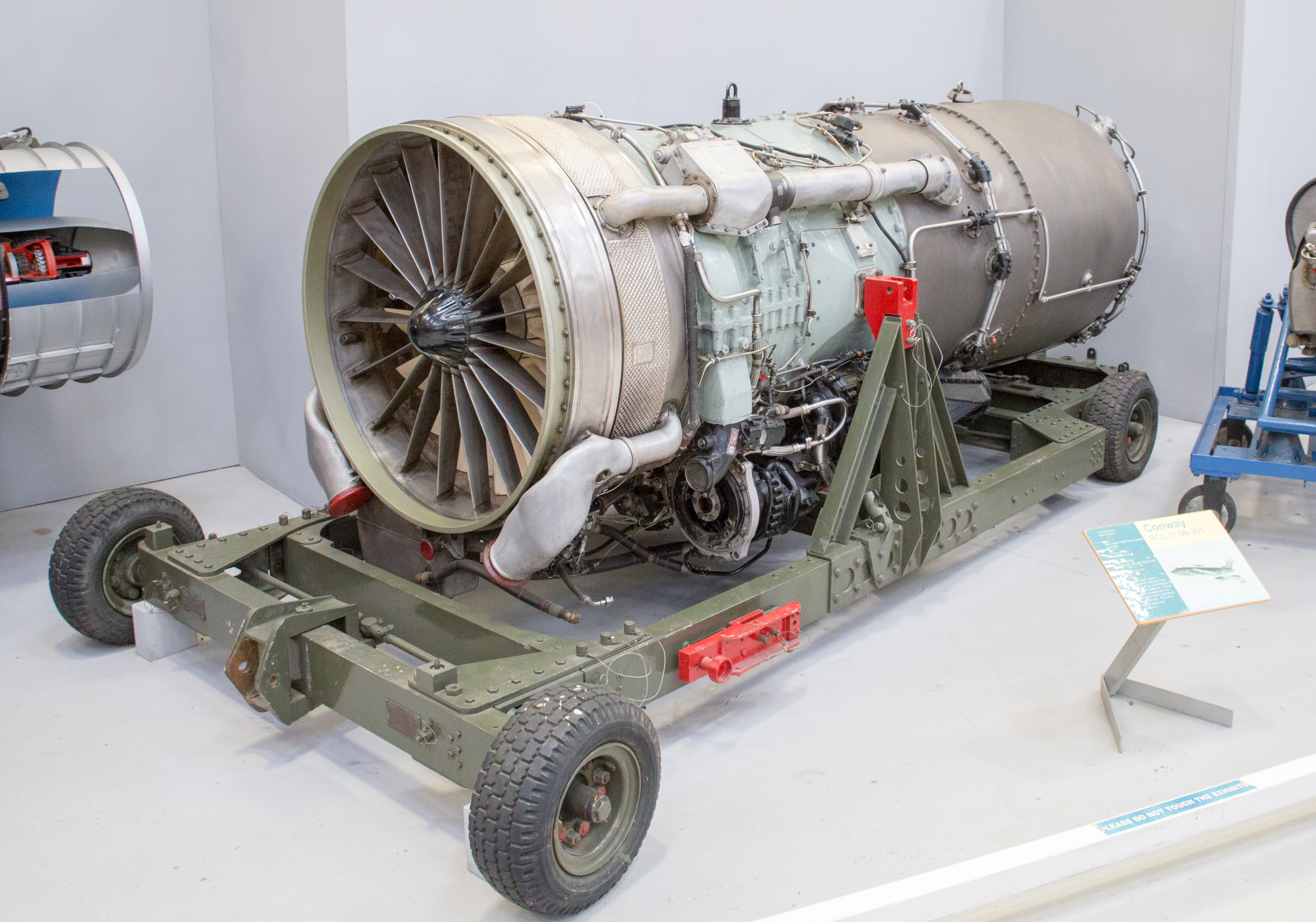
Rolls-Royce Conway.

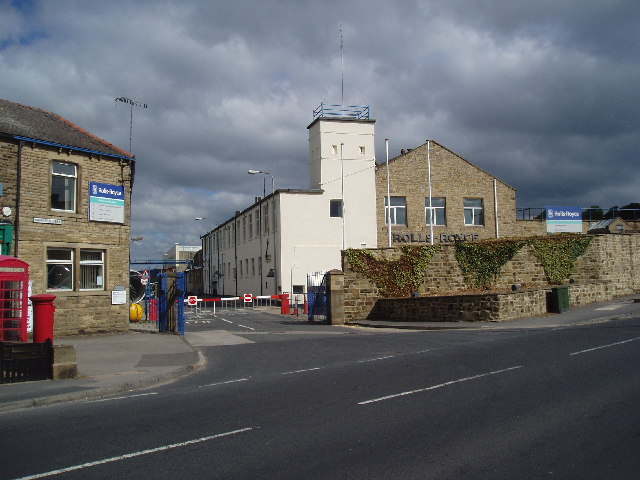
L'acronyme RB désigne l'établissement Rolls Barnoldswick.

Rolls-Royce est un pionnier des réacteurs double flux civils. Son Conway d'une poussée de l'ordre de 100 kN est le premier réacteur de ce type admis en service régulier, transportant des passagers en 1960 sur les Boeing 707 de la Lufthansa. Il équipe également les Vickers VC10 et certains Douglas DC-8. Le Spey développé à la suite du Conway est un réacteur d'architecture similaire mais plus petit, il équipe trois avions de ligne (BAC 1-11, Hawker Siddeley Trident et Fokker F28), ainsi que des avions d'affaires et des appareils militaires.
Au cours de la décennie 1960, Rolls-Royce étudie plusieurs projets de moteurs supérieurs en taille au Conway, et dotés d'un taux de dilution supérieur. Le taux de dilution se définit comme le ratio entre la masse d'air du flux froid (simplement compressé et rejeté) et celle du flux chaud (qui passe par les brûleurs). Un taux de dilution plus élevé permet de réduire la consommation spécifique du moteur. Par ailleurs, le Conway et le Spey ont une architecture à double corps, c'est-à-dire qu'ils ont deux arbres coaxiaux tournant à des régimes différents. Cela permet de séparer aussi bien les compresseurs que les turbines deux groupes, basse et haute pression, les seconds tournant plus vite. Celle solution, déjà courante avant 1960, améliore le rendement du moteur comparé à un axe unique. Rolls-Royce se propose d'aller plus loin en adoptant une architecture à triple corps. Ainsi, le projet RB.178 est lancé : il s'agit d'un réacteur triple corps à haut taux de dilution d'une poussée de l'ordre de 135 kN, destiné notamment à un avion à double pont en cours de développement chez Vickers sur la base du VC10.
Dans la même période, les motoristes américains General Electric et Pratt & Whitney travaillent sur des réacteurs à haut taux de dilution d'une poussée de l'ordre de 200 kN, financés par la défense américaine, car en compétition pour équiper l'avion-cargo géant de l'USAF, qui sera le Lockheed C-5 Galaxy. Ces moteurs seront un peu plus tard adaptés pour le marché civil, sous les noms CF6 et JT9D respectivement, ils équipent la première génération d'avions gros-porteurs.
Un consortium européen étudie alors un appareil gros-porteur se contentant de deux réacteurs, à la différence des projets américains tri- ou quadriréacteurs. Ce projet, qui en 1966 prend le nom Airbus A300, nécessite un réacteur très puissant. La Grande-Bretagne étant partenaire du projet, Rolls-Royce lance le projet RB.207, d'une poussée d'environ 250 kN.
En parallèle, Rolls-Royce développe aussi le RB.203. Conçu comme successeur potentiel du Spey, c'est un moteur beaucoup plus petit, de la classe 70 kN, mais son architecture préfigure largement celle du RB211. Il est mené jusqu'aux essais en vol mais, faute de clients, n'est jamais produit en série.

### Lancement en 1967

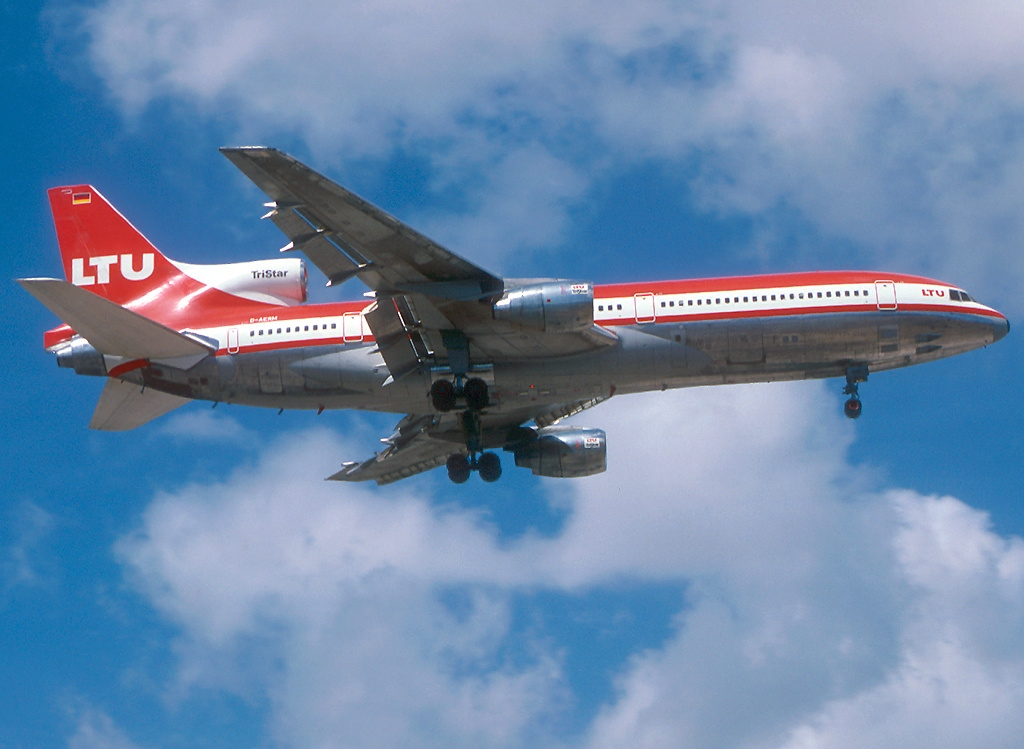
Le L-1011 TriStar.

En 1967, un accord est signé entre Rolls-Royce et Lockheed, pour le développement du RB211 destiné au Lockheed L-1011 TriStar. Le moteur doit être similaire au RB.207 déjà en développement, mais un peu plus petit. Rolls-Royce signe pour un calendrier particulièrement serré pour un projet d'aussi grande ampleur : le moteur doit pouvoir être mis en service en 1971. Lockheed conçoit son L-1011 spécifiquement pour le RB211, aucun autre moteur ne sera proposé sur son gros porteur, notamment pour des raisons d'encombrement.
Néanmoins le développement en parallèle des RB.207 et 211, largement financé par le gouvernement britannique, représente un budget excessif. Estimant à tort que l'avion de Lockheed a un meilleur avenir commercial que celui d'Airbus, le gouvernement britannique coupe le financement du RB.207 et le pays se retire du projet A300. Cette décision oblige Airbus à réduire la taille de son avion, faute de moteur suffisamment puissant, et cause un conflit durable entre l'industrie aéronautique britannique et les industries aéronautiques française et allemande.

### Difficultés et retards
Au cours des années 1968 et 1969, le projet se heurte à de nombreuses difficultés et dépasse largement son budget, très modeste d'ailleurs en comparaison avec les projets américains (CF6 et JT9D). En mai 1970, la soufflante se rompt complètement au cours d'un essai d’ingestion d'oiseau, ce qui met en danger le programme. À l'automne, Rolls-Royce établit que le coût de développement du moteur a presque doublé son budget initial. Le coût de production unitaire est également revu à la hausse.

### Faillite et nationalisation de Rolls-Royce
Début 1971, Rolls-Royce, pénalisé par les dépassements de coût du programme, se déclare en cessation de paiement. C'est un choc majeur en Grande-Bretagne, le constructeur étant un fleuron industriel du pays. Le gouvernement conservateur britannique de Edward Heath se résigne à nationaliser l'entreprise.
Stanley Hooker, qui avait présidé plusieurs grands projets de Rolls-Royce, dont le Olympus, et avait pris sa retraite, accepte de reprendre la tête du développement du RB211 et parvient à remettre le projet sur les rails

### Commercialisation
Le moteur est finalement certifié le 14 avril 1972 et entre en service quelques jours plus tard, avec la première ligne assurée par les Tristar de Eastern Air Lines. Les ventes des premières années sont faibles, le TriStar n'ayant pas un grand succès commercial. Les ventes de RB211 prennent réellement leur envol en 1977, avec la version -524, plus puissante proposée sur 747. Après avoir mis Rolls-Royce en faillite, le moteur assure finalement au constructeur britannique une place de leadeur mondial.

## Descriptions techniques
Les données chiffrées dans cette section concernent le RB211-22, première version de série. Elles peuvent changer pour les versions ultérieures.

### Structure triple corps
Le RB211 a une structure triple corps, avec trois arbres coaxiaux. L'arbre basse pression est le plus intérieur des trois, vu qu'il relie la soufflante (premier élément à l'avant du moteur) et la turbine basse pression (tout à l'arrière)
| Arbre                  | Compresseurs      | Turbine  | Régime à pleine puissance (tr/min) |
| ---------------------- | ----------------- | -------- | ---------------------------------- |
| basse pression         | Soufflante unique | 1 étage  | 3900                               |
| pression intermédiaire | 7 étages          | 1 étage  | 7000                               |
| haute pression         | 6 étages          | 3 étages | 10611                              |

### Soufflante

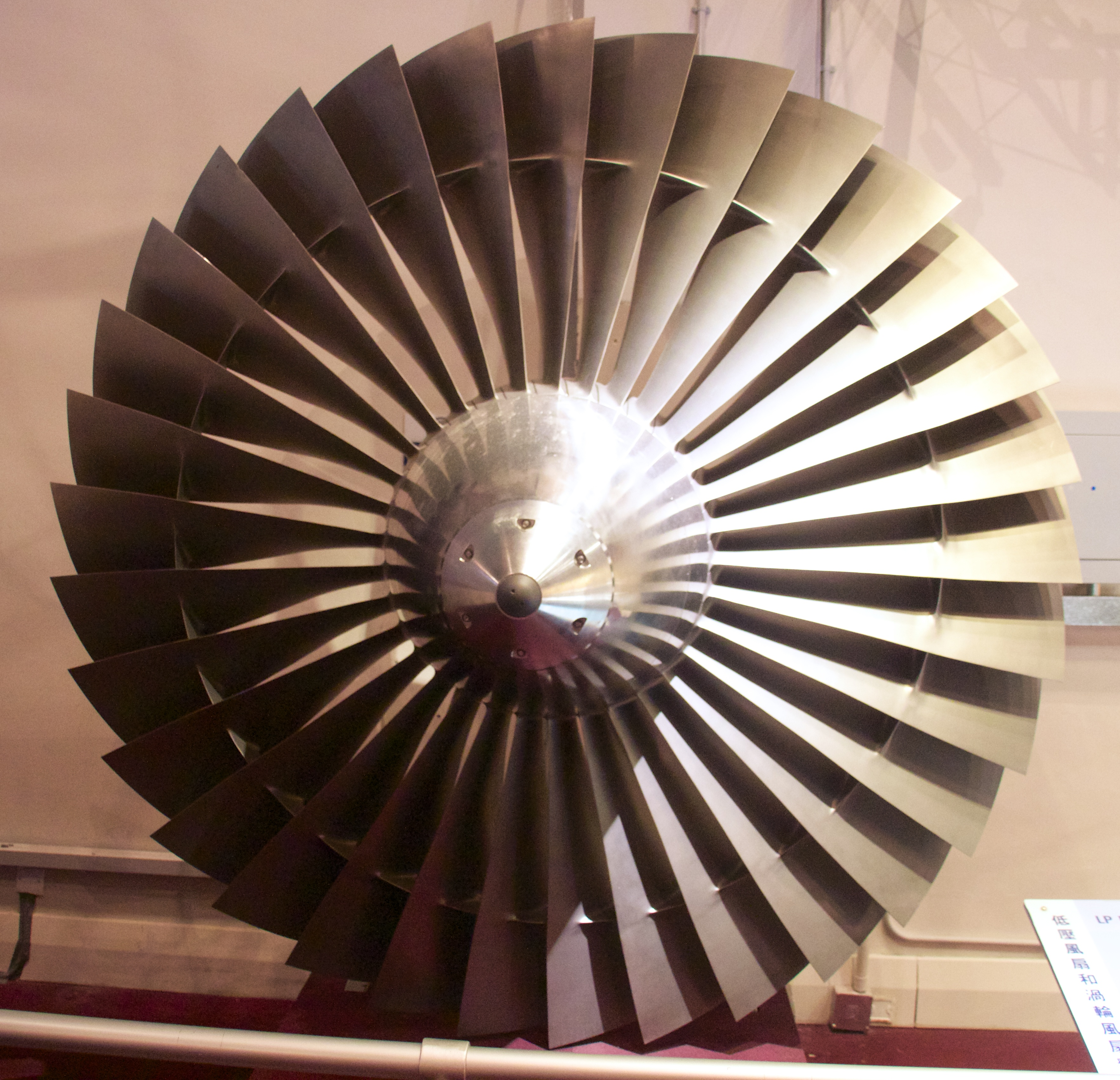
Une soufflante de RB211 exposée à Hong Kong.

La soufflante du RB211 est réalisée dans un matériau composite à base de fibre de carbone développé spécifiquement pour ce projet et nommé Hyfil. Ce matériau permet une réduction considérable de la masse et du moment d'inertie comparativement au titane classiquement utilisé (y compris sur les moteurs rivaux américains, le CF6 et le JT9D). C'est cependant l'un des points qui a causé le plus de difficulté technique. Rolls-Royce avait d'ailleurs du se résoudre à développer, en parallèle, une soufflante en titane comme solution de repli en cas d'échec technologique du Hyfil, une décision qui a sérieusement contribué aux dépassements budgétaires du programme.

### Compresseurs

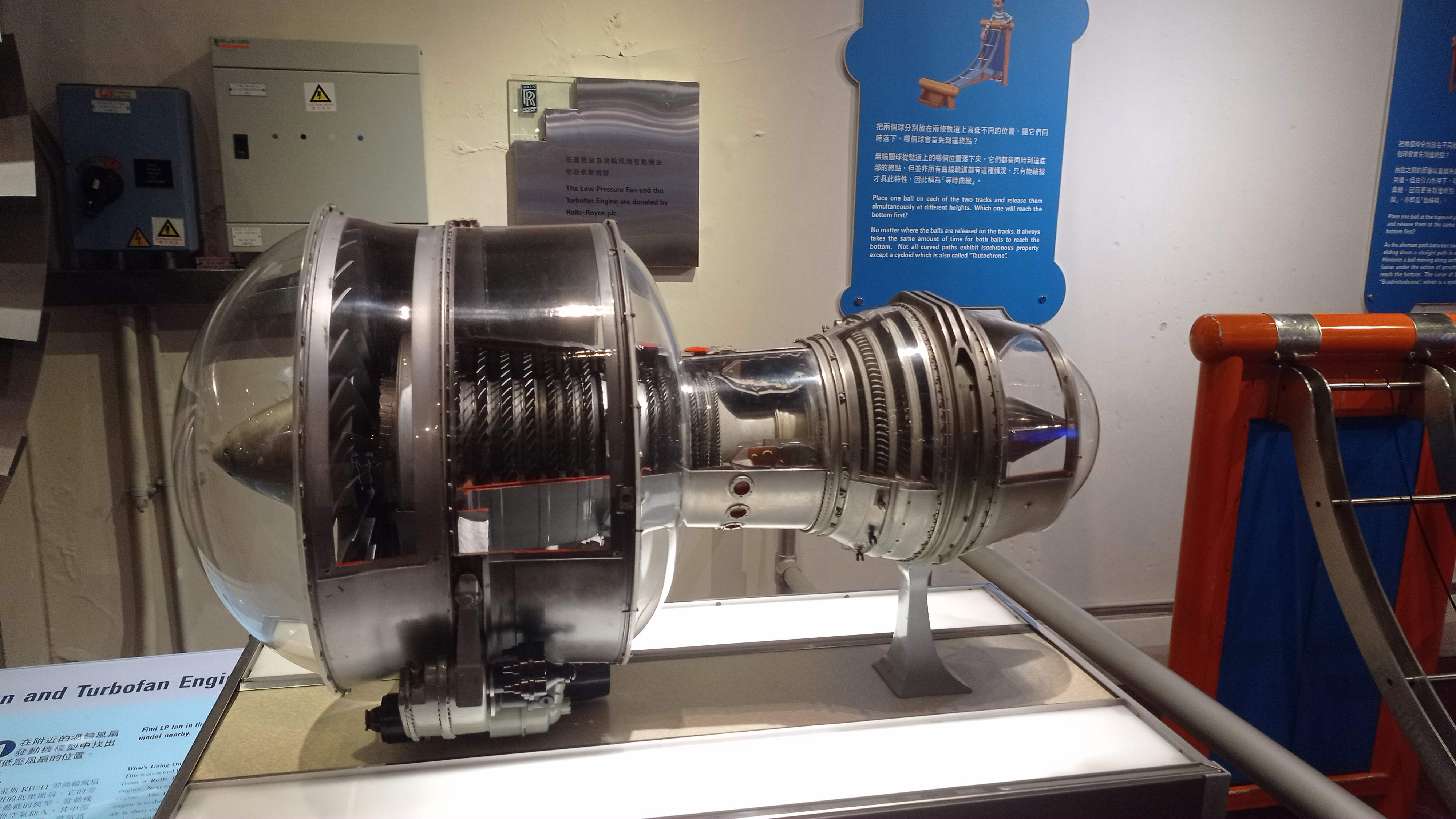
RB211 exposé, dont le carter a été remplacé par un capot transparent.

Alors que l'essentiel de l'air aspiré par la soufflante est simplement rejeté en périphérie du moteur (constituant le flux froid), la partie centrale continue sa course dans les compresseurs. Sur le RB211-22, il y a 13 étages de compresseurs, dont 7 entrainés par l'arbre pression intermédiaire et 6 par l'arbre haute pression. Chaque étage comprend un rotor et un stator. Le taux de compression total est d'environ 25-28 selon les versions.

### Chambre de combustion
Comme sur les CF6 et JT9D, la chambre de combustion forme un anneau complet, continu. C'est là une rupture par rapport aux réacteurs de la génération précédente, y compris les Conway et Spey de Rolls-Royce, qui possèdent un assemblage de plusieurs chambres de combustion séparées.

### Turbines
La température de l'air admis par la turbine haute pression est d'environ 1 350 °C, soit 350 de plus que sur les moteurs de la génération du Conway. Si cette augmentation de la température permet, conformément aux principes de la thermodynamique, d'augmenter le rendement du moteur, elle rend d'autant plus difficile la conception de la turbine. Sur le RB211, la turbine HP, construite en titane, cumule deux types de refroidissement : d'un part, un refroidissement interne, déjà utilisé sur le Conway, par circulation d'air à l'intérieur de chaque pale de la turbine, et d'autre part, un refroidissement externe, par formation d'un film d'air relativement froid autour des pales. Les turbines à pression intermédiaire et basse pression ne nécessitent pas, elles, de refroidissement actif.

### Auxiliaires
Le boitier d'entrainement des accessoires est un réducteur mécanique qui est actionné par le réacteur et fait fonctionner des équipements auxiliaires pour le moteur lui-même (pompes à carburant, pompes à huile) et pour l'avion en général (génératrice électrique, pompes pour le circuit hydraulique). Sa mise au point a posé beaucoup de problèmes sur le RB211. Initialement, il devait être posé sur le coeur du réacteur, finalement cette solution a été abandonnée. Il se situe finalement hors du diamètre de la soufflante, et est entrainé par un arbre oblique.

## Versions et appareils équipés

### RB211-22
C'est la première version de série, développée pour le L-1011 Tristar de première génération. Ce moteur entre en service en 1972. La poussée est tarée à 187 kN, poussée garantie jusqu'à une température de 29°c au niveau de la mer. 

### RB211-61
Cette version plus puissante que la -22 était proposée à la fin des années 60 pour l'A300, puis pour le BAC 3-11, un avion de la même catégorie (mais à moteurs arrières) proposé comme alternative à l'Airbus par BAC. Projet abandonné.

### RB211-524 B/C/D
C'est une version plus puissante, issue d'un programme lancé en 1972.
Les versions plus lourdes du Lockheed TriStar (1011 -200, -250 et -500)à reçoivent le RB211-524B, de 222 kN. Il consomme moins que son prédécesseur, et est aussi moins bruyant. Le moteur 524B est aussi proposé sur Airbus A310 au lancement de ce programme, mais aucun client ne choisit ce moteur.
Le 542D entre en service en 1976 sur les Boeing 747-200 de British Airways.

### RB211-524 G/H
Ces moteurs plus puissants sont proposés sur Boeing 747-400 et sur Boeing 767-300.

### RB211-524L (Trent 700)
À la fin des années 1980, Rolls-Royce lance le développement d'une version nettement plus puissante destinée à l'Airbus A330 et au Boeing 777, gros-porteurs biréacteurs, sous le nom RB211-524L. Les modifications apportées au moteur étant considérables, il est finalement décidé de lui donner un nouveau nom, il devient le Trent 700, premier de la nouvelle famille Trent.

### RB211-535

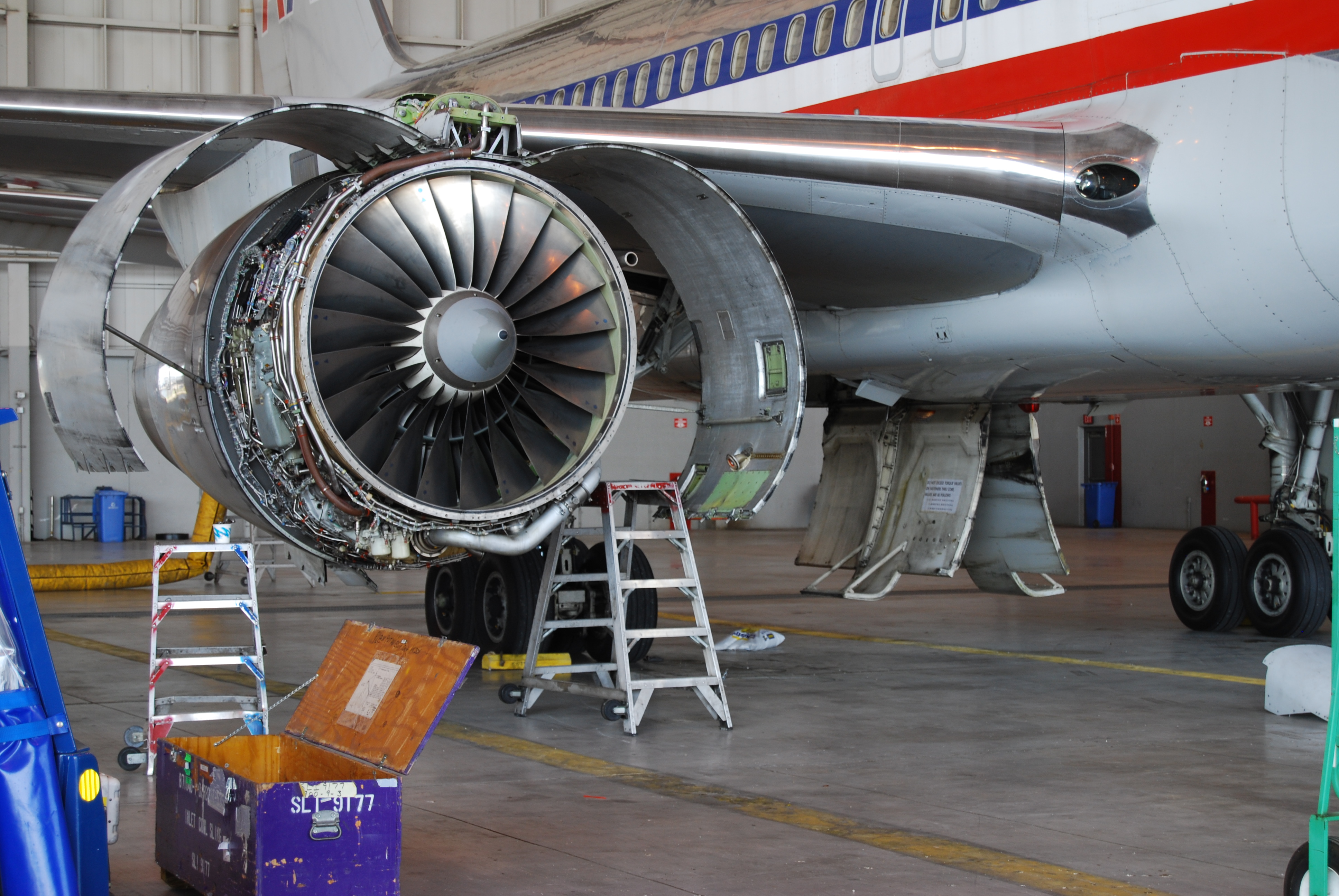
RB211-535 ouvert pour maintenance, sous l'aile d'un 757.

Le -535 est une version entrée en service régulier en 1983. Un peu moins puissante que d'autres versions disponibles à ce moment, elle revient à un niveau de poussée proche de celui du -22 d'origine, mais avec une soufflante plus petite. Le -535C équipe le premier prototype Boeing 757 qui vole en 1982, il est proposé sur 757-200 en alternative au PW2037 de Pratt & Whitney.
Dans les années 1990, le REB.211-535E est proposé sur Tupolev Tu-204. Ce choix vise à faciliter l'exportation de cet avion russe, le moteur Rolls-Royce bénéficiant d'un réseau de maintenance mondial, mais les ventes sont très décevantes.

Vers l'an 2000, le RB211-535 et une version du PW2000 sont en compétition pour remotoriser les Boeing B-52, qui seraient devenus quadrimoteurs (chaque nouveau moteur remplaçant deux TF33 d'origine) mais ce projet n'est pas mené à bien.

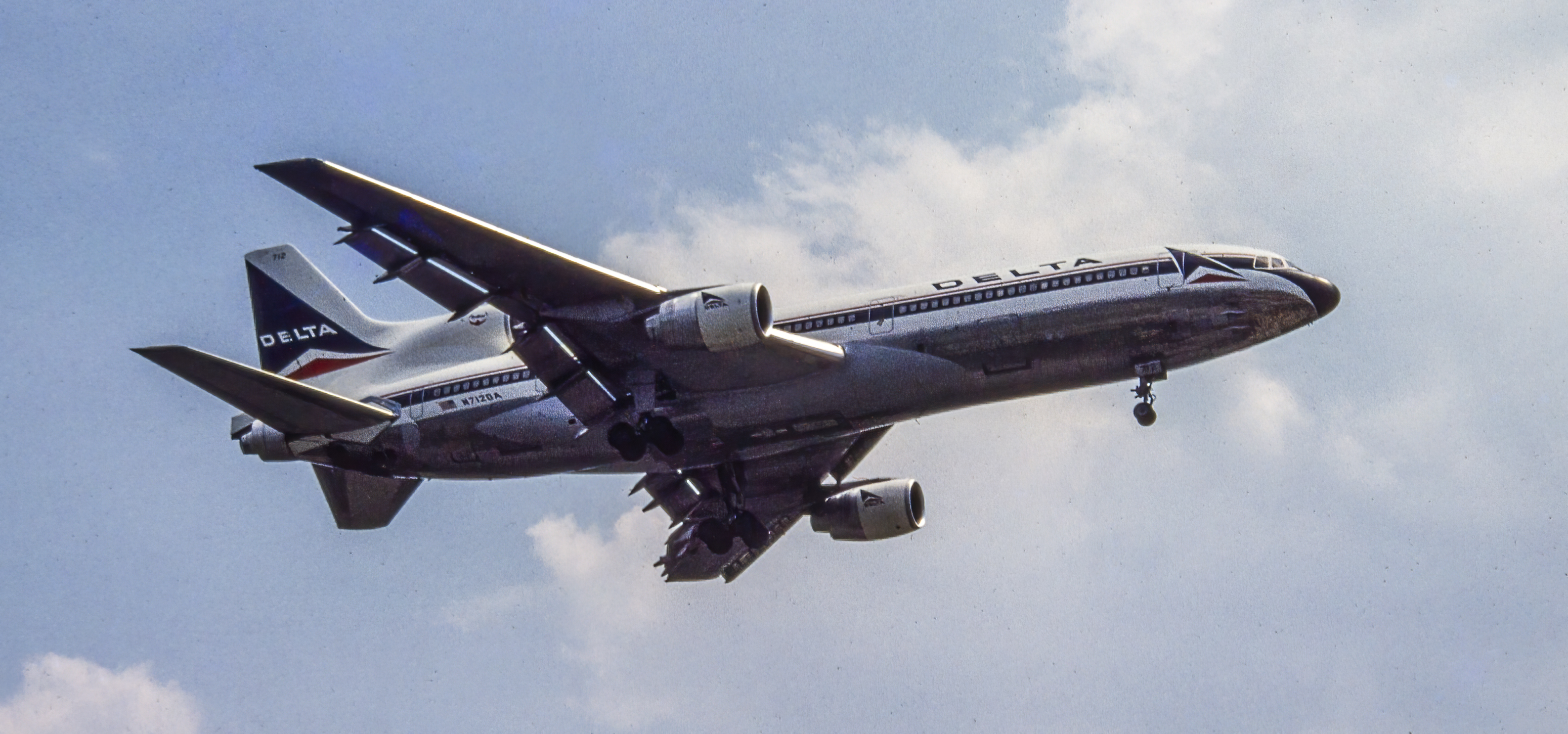
Lockheed L-1011-300, Delta Air Lines.
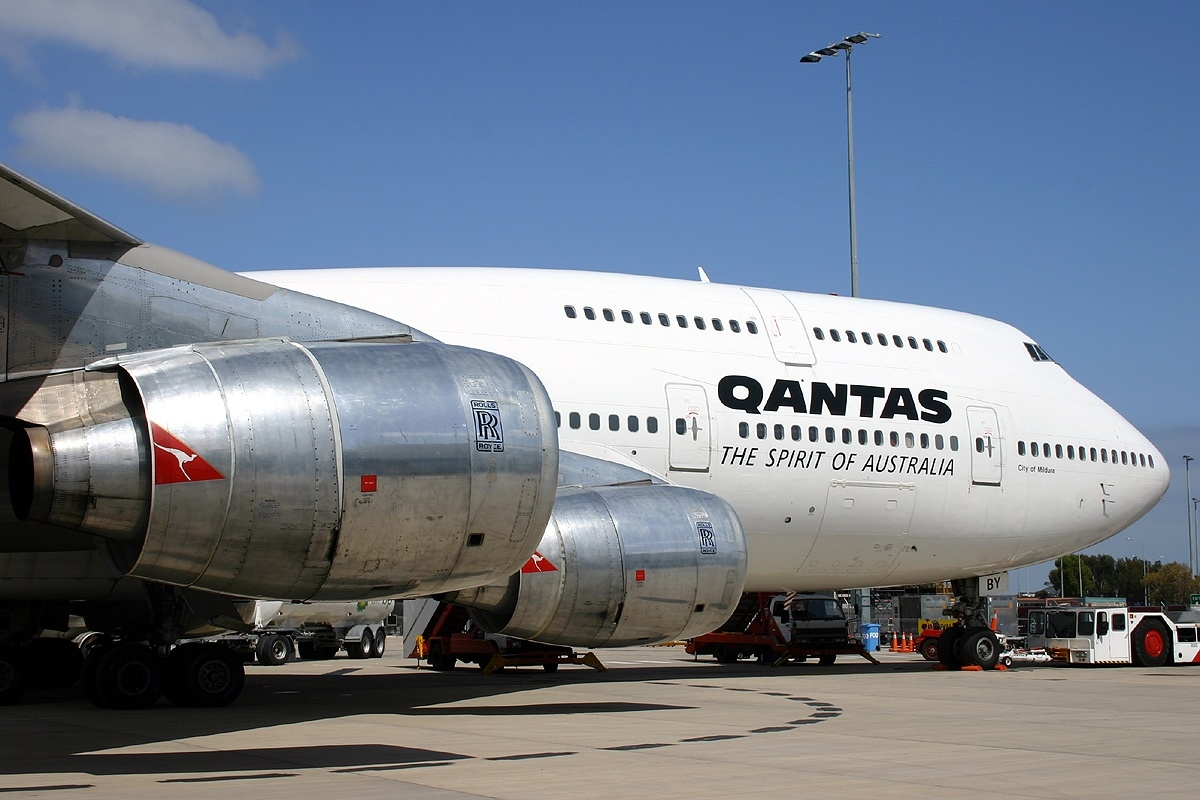
747-338, Qantas.
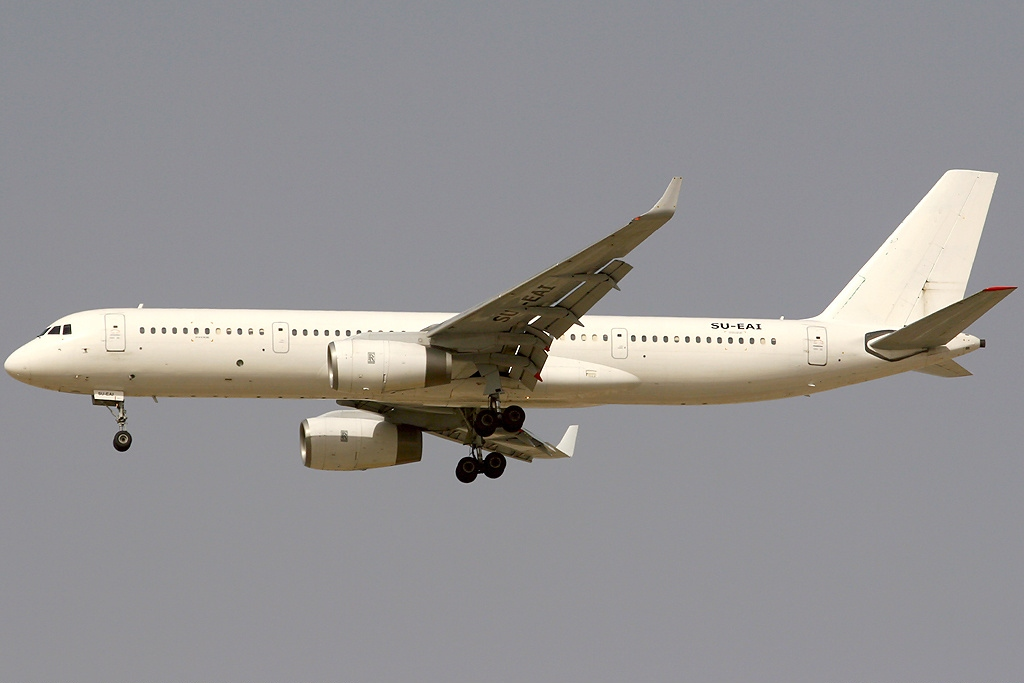
Tupolev 204-120.
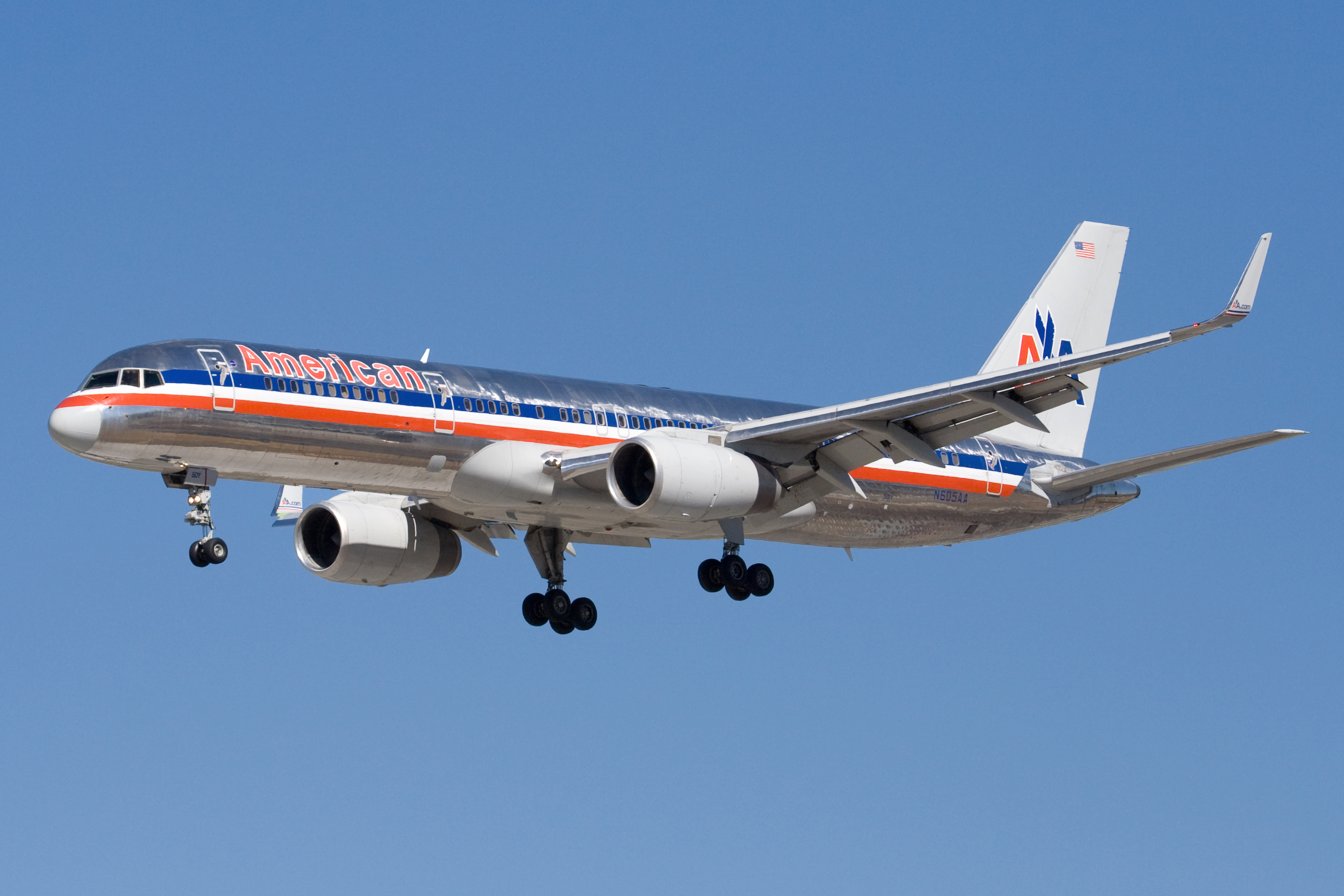
Boeing 757-200.
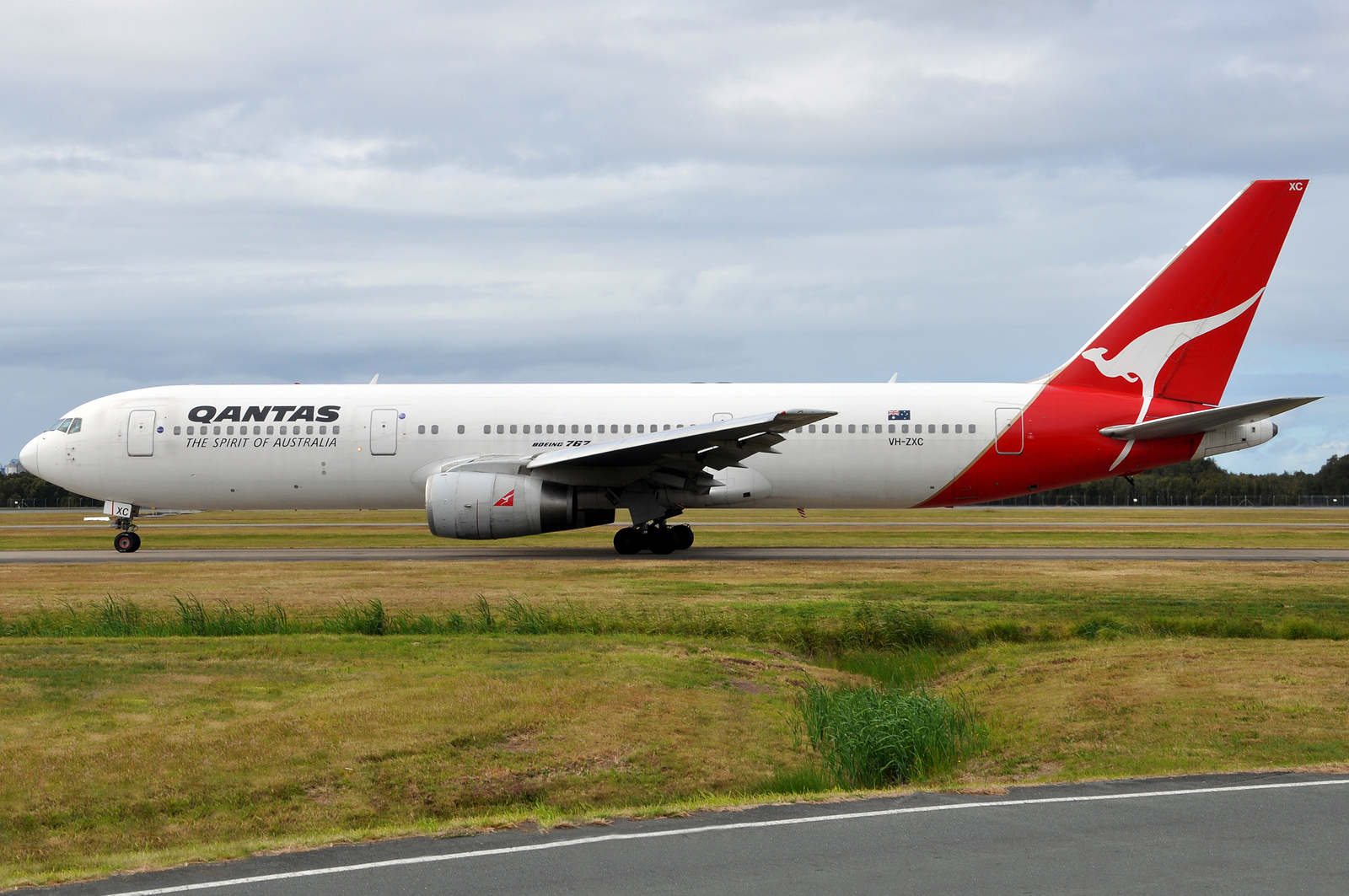
Boeing 767-336ER.

## Dérivés non aéronautiques

### Domaine industriel
Le dérivé « terrestre » du RB211 a été lancé en 1974, sur la base du RB211-22. Depuis, cette turbine a été déclinée en plusieurs versions, dont la puissance varie de 29 à 44 MW. Elles sont le plus souvent configurées pour brûler du gaz naturel, mais certaines utilisent du carburant pétrolier distillé ou du biogaz. Environ 700 turbines de ce type ont été produites. Elles servent de centrales électriques (généralement en cycle combiné ou en cogénération), à l'alimentation à bord des plate-formes pétrolières, et à l'actionnement des compresseurs pour l'accélération du flux dans des gazoducs,.

### Domaine naval

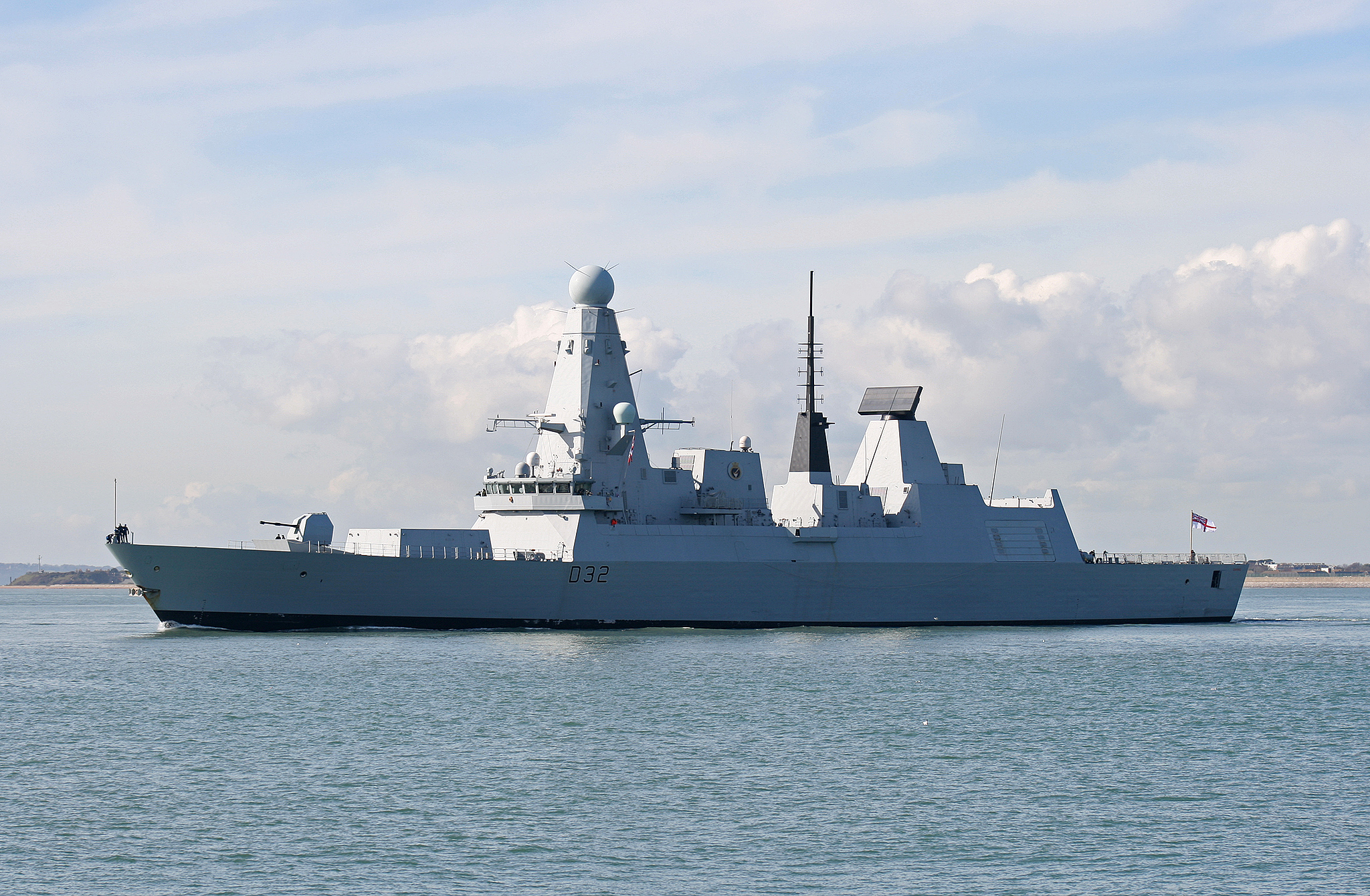
Destroyer de Type 45

Le Rolls-Royce WR-21 est une turbine de propulsion navale, qui reprend de nombreux éléments du RB211 et du Trent. Deux turbines de ce type, d'une puissance de 28 800 CV chacune, équipent les destroyers Type 45 de la Royal Navy, dans une configuration CODLAG.